# Albatros C.VIII
L'Albatros C.VIII N (designazione aziendale L 19) era un monomotore biplano sviluppato dall'allora azienda tedesco imperiale Albatros Flugzeugwerke GmbH negli anni dieci del XX secolo ed utilizzato nel ruolo di bombardiere notturno durante la prima guerra mondiale.
Evoluzione sul precedente Albatros C.VII da ricognizione, venne introdotto nel 1917 come equipaggiamento dei reparti da bombardamento della Luftstreitkräfte, la componente aerea del Deutsches Heer (l'esercito imperiale tedesco), nelle fasi finali del conflitto.

## Storia del progetto
Nel corso della Prima guerra mondiale l'evoluzione delle tattiche di combattimento portò alla creazione di una nuova specialità, il bombardamento notturno, atto a creare azioni di disturbo nelle retroguardie avversarie grazie al favore delle tenebre.
Nel 1917 l'Albatros sviluppò per questo ruolo un modello derivato dal biposto da ricognizione armato C.VII, al quale l'Idflieg assegnò inizialmente la designazione C.VIII N (il suffisso N, per Nacht, identificava il ruolo notturno) per poi identificarlo come N.I. Il velivolo, dipinto con tonalità scure per una migliore mimetizzazione, era adattato per trasportare un modesto carico bellico consistente in bombe da caduta agganciate a supporti collocati sotto l'ala inferiore. Il C.VIII N era equipaggiato con un motore Mercedes D.III, un 6 cilindri in linea raffreddato a liquido capace di esprimere una potenza pari a 160 PS (118 kW), che per le caratteristiche del velivolo lo rendevano sottopotenziato.
Benché non ci sia un riscontro della effettiva quantità di esemplari costruiti, la documentazione in possesso degli storici dell'aviazione riporta la realizzazione di almeno un esemplare.